# 樊守愚
樊守愚（1482年—1510年），字謙甫，號紫微山人，北直隸真定府冀州人，軍籍，明朝政治人物。

## 生平
樊守愚是樊友之子，個性溫和慎密，勤力追尋理學根源，七歲喪母，十九歲補为冀州學生，治诗经，年二十六，正德二年（1507年）中丁卯科顺天府乡试第四十九名舉人，次年（1508年）聯捷戊辰科会试第一百七名，二甲八十一名進士，獲授工部屯田司主事，不久去世，年僅二十九歲，人們都為他可惜。

## 家族
曾祖樊貴。祖樊景賢。父樊友，监生。前母张氏；母范氏；继母孟氏、孟氏。具庆下。

## 引用
1. 1 2  冀州志·卷十六·人物中》：樊守愚 字謙甫，號紫微山人，友之子也。登正德戊辰科進士，沉密恭謹，怐怐若不能言者；勤勵學問，務求理道根源，任工部屯田司主事，未幾卒，厥施未究，人咸惜之。
2. ↑  乾隆《冀州志·卷十二·選舉上》：正德丁卯（舉人） 樊守愚 見進士
3. ↑  龚延明主编. . 宁波: 宁波出版社. 2016. ISBN 978-7-5526-2320-8. 《天一閣藏明代科舉錄選刊.登科錄》之《正德三年戊辰科進士登科録》